# Castle of Illusion Starring Mickey Mouse (videogioco 2013)
Castle of Illusion Starring Mickey Mouse è un videogioco a piattaforme in 2.5D sviluppato da Sega Studios Australia e pubblicato da SEGA. Il videogioco è un remake del titolo omonimo uscito su Mega Drive nel 1990, il primo della serie di videogiochi Illusion aventi Topolino come protagonista.
Il gioco è stato pubblicato per PlayStation Network il 3 settembre 2013, e su Xbox Live Arcade e Microsoft Windows il giorno seguente. La versione per macOS è stata distribuita da Feral Interactive nel luglio 2014.
A causa della fine degli accordi tra SEGA e Disney, il 3 settembre 2016 il gioco è stato ritirato dal mercato digitale.

## Trama
Come nell'originale del 1990, il gioco fa vestire al giocatore i panni di Topolino, il quale deve aprirsi la strada nel Castello dell'Illusione per salvare la sua fidanzata dalla terribile strega Mizrabel, decisa a impossessarsi della bellezza di Minni.

## Modalità di gioco
Ricalca lo stile dell'originale per Mega Drive. Si presenta come un videogioco a piattaforme come il suo predecessore, ma in alcune zone Topolino può muoversi in diverse direzioni, come ad esempio nei segmenti rompicapo. La principale tecnica offensiva di Topolino è il saltare sulla testa dei nemici, che può essere utilizzata anche per raggiungere aree altrimenti inaccessibili. Topolino può inoltre raccogliere degli oggetti che può lanciare ai nemici distanti. I livelli sono una rivisitazione degli originali, con diverse disposizioni degli ostacoli, nuovi rompicapo e nemici, così come sono stati rivisitati i boss di fine livello. Il castello stesso, che non era più di un luogo transitorio nell'originale, può essere ora esplorato completamente, con aree rese accessibili raccogliendo le gemme sparse nei vari livelli. Durante il gioco, i giocatori possono trovare carte da gioco e peperoncini che possono sbloccare diversi costumi per Topolino.

## Sviluppo
Un'allusione ad un possibile remake di Castle of Illusion fu inizialmente fatta da SEGA nell'aprile del 2013, seguita dall'annuncio ufficiale lo stesso mese. Il titolo è stato sviluppato da Sega Studios Australia come ultimo gioco prima della chiusura, su supervisione del direttore del gioco originale, Emiko Yamamoto. Il gioco presenta una colonna sonora reimmaginata da Grant Kirkhope, con la possibilità di utilizzare la controparte originale a 16-bit composta da Shigenori Kamiya. Inoltre presenta tracce parlate per Topolino e il Narratore da parte di Richard McGonagle.

## Pubblicazione
Gli utenti che preordinarono il gioco per PlayStation Network hanno avuto anche la possibilità di scaricare la versione Mega Drive, assieme a un tema e alcuni avatar.

## Accoglienza
Castle of Illusion ha ricevuto critiche dal misto al positivo, con un punteggio Metacritic di 72/100 per PlayStation 3 e 67/100 per Xbox 360. IGN ha dato un punteggio di 6.7, lodandone la presentazione ma criticandone i controlli scivolosi e la breve durata. Joystiq ha dato al gioco 4 stelle su 5, definendolo "sia un gran remake che una vetrina per gli elementi chiave per fare un buon gioco a piattaforme". GameSpot ha dato un punteggio di 7.0, lodandone la giocabilità ma criticando le scene di intermezzo non tagliabili. Official Xbox Magazine ha dato un punteggio di 8.0, definendolo "un divertente aggiornamento del classico di un tempo, ma anche un solido platform a sé stante". GamesRadar ha dato un punteggio di 3.5 stelle su 5, lodandone la presentazione ma lamentando alcuni problemi con i controlli su alcuni televisori.